# Elizabeth Gertrude Knight
Elizabeth Gertrude Britton, o Elizabeth Gertrude Knight (9 gennaio 1861 – 25 febbraio 1934), è stata una botanica statunitense.
Visse la sua infanzia tra Cuba e New York e si laureò all'Hunter College nel 1875. Sposò, nel 1885, Nathaniel Lord Britton, il fondatore del New York Botanical Garden. Furono entrambi membri del Torrey Botanical Club. I suoi primi interessi riguardarono in particolar modo la briologia, tanto da essere insignita come curatrice onoraria dei muschi al New York Botanical Garden. È la fondatrice del Sullivant Moss Society, che successivamente diventerà l'American Bryological Society.
Nel 1902 porrà inoltre le basi della Wildflower Preservation Society of America.
Nell'arco della sua vita Elizabeth Knight diede alle stampe oltre 350 pubblicazioni. Il genere di muschio Bryobrittonia prende il nome da quello di lei, così come le specie di muschio Dryopteris brittonae, Goniopteris brittonae, Thelypteris brittonae, e l'orchidea Ponthieva brittonae.
È morta il 25 febbraio 1934 nel Bronx, a New York.